# Referendum konstytucyjne we Francji w 2000 roku
Referendum konstytucyjne we Francji w 2000 roku - referendum przeprowadzone z inicjatywy prezydenta Francji Jacques'a Chiraca w dniu 24 września 2000 r., w którym większość głosujących (73%) opowiedziało się za skróceniem kadencji prezydenta Francji z 7 do 5 lat oraz zsynchronizowaniem kadencji prezydenckich z parlamentarnymi. Tym samym septennat został zastąpiony przez quinquennat. Nowe prawo (nr 2000-964 z 2 października 2000 r.) zostało po raz pierwszy zastosowane 2 lata później, począwszy od drugiej kadencji Jacques'a Chiraca (2002–2007). 